# 禍斗
祸斗是中国古代传说中的一种生物。《山海经》中注明：南方有厭火之民，食火之獸。其國近黑崑崙，人能食火炭，食火獸名禍斗也（南方有厌火国，靠近黑昆仑。其中的人能吃火炭，还有可以吃火的野兽，称作祸斗）。又注曰明朝鄺露的《赤雅》中记载：「禍斗，似犬而食犬糞，噴火作殃，不祥甚矣。」（祸斗类似狗而吃狗的粪便，之后会喷火，危害四方，是十分不祥的征兆）。山海经中还提到祸斗的身体是黑色的。

## 文学作品
明朝的馮夢龍的《情史》第十九卷有一篇条目“白螺天女”记载了祸斗的形象。其故事大致是：从前有一个孤儿吳堪，有一天得到一个白螺，回家后螺變成美女，帮他做饭。县令想要图谋他的这个妻子，就向吴堪索要蝦蟆毛及鬼臂这两样东西。他的妻子帮他找到了献给县令。之后县令又向他索要蜗斗（祸斗），他妻子牵来一头类似狗的野兽让他交给县令。野獸吃了火后排出的粪也是火，结果县令的家都被这火烧成了灰烬，而吴堪和他的妻子自此不知所终。

## 参看
- 禍（日语：禍 (伝説の生物)）